# Peosina
Peosina là một chi bướm đêm thuộc họ Erebidae.